# Comunità

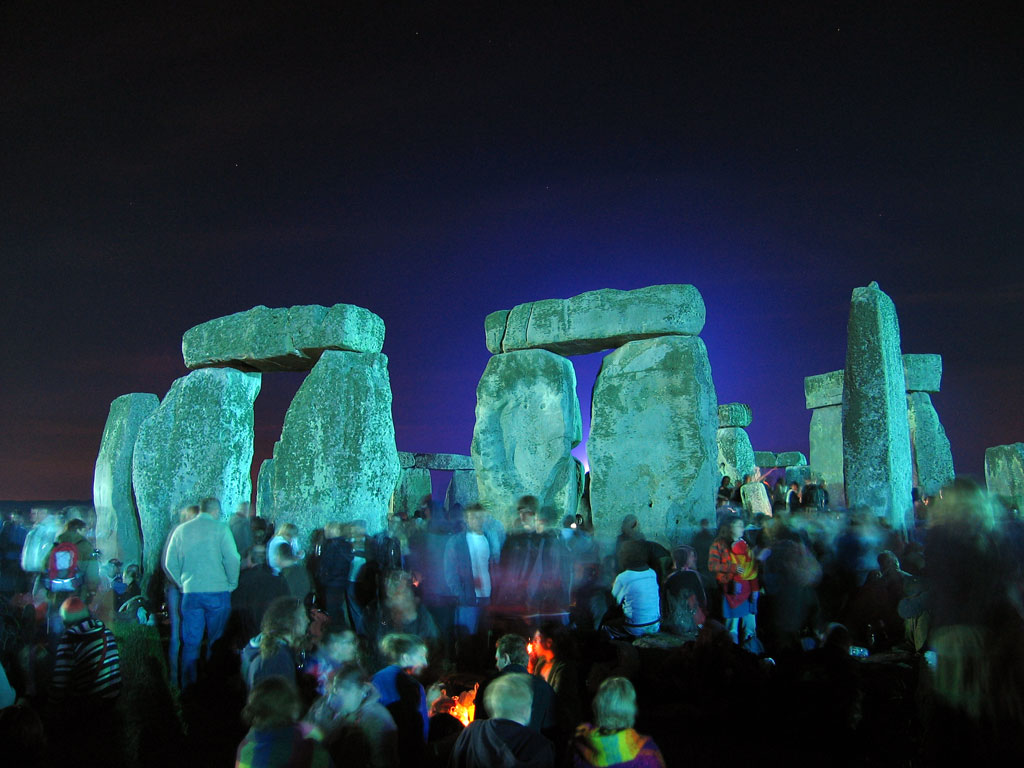
Una comunità di interesse si riunisce a Stonehenge, per il solstizio d'estate.

Una comunità è un insieme di individui che condividono uno stesso ambiente - sia esso fisico e/o tecnologico - formando un gruppo riconoscibile, unito da vincoli organizzativi, territoriali, linguistici, religiosi, economici e da interessi comuni.

## Storia
Il concetto moderno del termine deriva direttamente dagli studi e dall'analisi sociologica di Ferdinand Tönnies, uno dei fondatori insieme a Ludwig Stein e Max Weber, della Società tedesca di sociologia (Deutsche Gesellschalft fur Soziologie), del 1887, in un libro intitolato Comunità e società. Dal titolo si contrapponevano e descrivevano con i due termini la struttura tradizionale, familiare e "tribale" in evoluzione verso nuove forme sociali moderne ed industriali, basate sul contratto o sullo scambio.
La società postmoderna ha ulteriormente portato avanti la linea evolutiva, basata sulla progressiva decostruzione dei confini propri dell'individuo, fino alla nascita del termine comunità virtuale, diffusa universalmente dal libro The Virtual Community di Howard Rheingold.

## Nei vari contesti

### Antropologia e sociologia
Con riferimento agli umani una comunità può indicare nel linguaggio comune una struttura organizzativa sociale, tipo un quartiere, un paese o una regione, comunque di estensione geografica limitata, in cui gli abitanti abbiano delle caratteristiche comuni.
In un senso più propriamente sociologico per l'appartenenza ad una comunità servono caratteristiche più forti, tali da creare un'identità degli appartenenti, tramite una storia comune, ideali condivisi, tradizioni e/o costumi. A volte è la lingua l'elemento più fortemente identificativo degli appartenenti ad una comunità. In questa accezione la parola comunità appare legata alle associazioni con qualche ideologia comune e può essere vista come un'estensione della famiglia. Una dimensione di vita comunitaria implica tipicamente la condivisione di un sistema di significati, come norme di comportamento, valori, religione, una storia comune, la produzione di artefatti.
Lo studio delle comunità dal punto di vista sociologico risale a Ferdinand Tönnies (1855-1936) ed al suo libro Comunità e società del 1887. Per alcuni esiste anche una comunità più ampia, la comunità umana, sostanzialmente coincidente con l'umanità, perché tutti gli umani hanno dei valori ed obiettivi condivisi (o almeno dei diritti comuni). Un approccio più psicologico tende ad osservare le differenze tra come un individuo si rapporta alla comunità di appartenenza ed alla società. Nel primo caso l'individuo gode di una rete di protezione che gli consente di evitare traumi, ma anche limita un suo pieno sviluppo (qui ritorna il concetto della comunità come famiglia allargata, con i suoi pregi e difetti). Nel rapporto con la società il singolo è più esposto al mondo, ma allo stesso tempo è più libero di sviluppare le sue potenzialità. Se nella società si fa riferimento principalmente ai fini dell'individuo, nella comunità prevalgono gli obiettivi condivisi e la solidarietà.
In tempi recenti si è visto che non è necessario il contatto fisico o la vicinanza geografica per creare un'identità comunitaria, se ci sono comunicazioni efficienti e comuni obiettivi. Si sono, ad esempio, create delle comunità virtuali tramite internet. C'è però da osservare che le suddette comunità virtuali sono frutto di scelte ben precise degli utenti, i quali possono quindi, volendo, entrare e uscirne a loro piacimento, e andare altresì a far parte di altre comunità senza particolari problemi e in tempi ristretti, perdendo così parte del concetto stesso di comunità e facendo in modo che le regole applicabili allo studio delle comunità "materiali" (Comunità locale su tutte) non siano universalmente applicabili alle nuove comunità virtuali.

### Biologia
Un primo significato di comunità si trova nel contesto dell'ecologia e indica l'insieme degli organismi che condividono uno stesso ecosistema geograficamente limitato (e interagiscono all'interno di tale sistema).

### Comunità virtuale
Una comunità virtuale è, nell'accezione comune del termine, un insieme di persone interessate ad un determinato argomento, o con un approccio comune alla vita di relazione, che corrispondono tra loro attraverso una rete telematica, come internet, e le reti di telefonia, costituendo una rete sociale con caratteristiche peculiari. 

### Cohousing
Il termine comunità è usato anche per particolari forme di cohousing, in cui la convivenza si fonda su un progetto comune (comunità di intenti), sulla comunione dei beni, sulla collettività delle decisioni (metodo del consenso).

### Geografia amministrativa
Il termine comunità è usato in geografia per indicare un livello di suddivisione amministrativa di uno stato o regione. Si parla in questo caso di comunità di luogo. Un esempio di questo tipo di suddivisione si può trovare in Galles (Comunità del Galles), in Armenia (Comunità dell'Armenia), Grecia (Comunità della Grecia), Ucraina (Comunità territoriali dell'Ucraina), Dubai (Comunità di Dubai), ed altri paesi.